# Илия Радков
Илия Бонев Радков е български политик от БЗНС.

## Биография
Роден е на 7 март 1906 г. в горнооряховското село Джулюница. През 1923 г. е изключен от Търновската гимназия заради антиправителствена дейност. Три години по-късно завършва Априловската гимназия в Габрово. От 1927 г. е член на БЗНС. През 1930 г. е сред учредителите на Българският общ народен студентски съюз (БОНСС). В периода 1930 – 1944 г. учи в Софийският университет. Между 1932 и 1934 г. работи последователно като учител в хасковското село Сусам, служител в инспекцията на труда в Хасково, но е уволнен заради антиправителствена дейност. Между 1935 и 1941 г. се препитава като строителен работник. От 1941 до 1944 работи в Градинарската кооперативна централа. През 1946 г. е назначен за секретар на Държавното обединение „Консервна индустрия“. От 1948 г. е председател на Общия земеделски професионален съюз, а от следващата година е член на УС на БЗНС. Народен представител е в I, VII и VIII НС, а подпредседател на I НС. В периода 1981 – 1987 г. е член на Контролната ревизионна комисия. Умира на 18 ноември 1987 г. в град София Носител е на орден „Георги Димитров“.